# Дершиньї
Дершиньї́, Дершіньї (фр. Derchigny) — колишній муніципалітет у Франції, у регіоні Нормандія, департамент Приморська Сена. Населення — 569 осіб (2011).
Муніципалітет був розташований на відстані близько 150 км на північний захід від Парижа, 60 км на північ від Руана.

## Історія
До 2015 року муніципалітет перебував у складі регіону Верхня Нормандія. Від 1 січня 2016 року належав до нового об'єднаного регіону Нормандія.
1 січня 2016 року Дершиньї, Ассіньї, Окменій, Бельвіль-сюр-Мер, Берневаль-ле-Гран, Бівіль-сюр-Мер, Бракмон, Бренвіль, Глікур, Гушопр, Грені, Гільмекур, Ентравіль, Панлі, Сен-Мартен-ан-Кампань, Сен-Кантен-о-Боск, Токвіль-сюр-Е i Турвіль-ла-Шапель було об'єднано в новий муніципалітет Петі-Ко.

## Демографія
Динаміка населення (INSEE ):
Розподіл населення за віком та статтю (2006):
| Стать | Всього | До 15 років | 15-24 | 25-44 | 45-64 | 65-85 | Понад 85 |
| --- | ------ | ----------- | ----- | ----- | ----- | ----- | -------- |
| Чоловіки | 269    | 71          | 42    | 80    | 51    | 25    | 0        |
| Жінки | 226    | 46          | 21    | 71    | 63    | 25    | 0        |
| \| Статево-вікова піраміда \| Статево-вікова піраміда \| Статево-вікова піраміда \| \| ----------------------- \| ----------------------- \| ----------------------- \| \| Чоловіки \| Вік \| Жінки \| \| 0 \| 85 + \| 0 \| \| 0 \| 80-84 \| 0 \| \| 8 \| 75-79 \| 8 \| \| 4 \| 70-74 \| 17 \| \| 13 \| 65-69 \| 0 \| \| 4 \| 60-64 \| 4 \| \| 13 \| 55-59 \| 25 \| \| 17 \| 50-54 \| 13 \| \| 17 \| 45-49 \| 21 \| \| 38 \| 40-44 \| 33 \| \| 17 \| 35-39 \| 17 \| \| 17 \| 30-34 \| 4 \| \| 8 \| 25-29 \| 17 \| \| 17 \| 20-24 \| 8 \| \| 25 \| 15-20 \| 13 \| \| 29 \| 10-14 \| 38 \| \| 25 \| 5-9 \| 8 \| \| 17 \| 0-4 \| 0 \| |        |             |       |       |       |       |          |
| Статево-вікова піраміда |        |             |       |       |       |       |          |
| Чоловіки | Вік    | Жінки       |       |       |       |       |          |
| 0 | 85 +   | 0           |       |       |       |       |          |
| 0 | 80-84  | 0           |       |       |       |       |          |
| 8 | 75-79  | 8           |       |       |       |       |          |
| 4 | 70-74  | 17          |       |       |       |       |          |
| 13 | 65-69  | 0           |       |       |       |       |          |
| 4 | 60-64  | 4           |       |       |       |       |          |
| 13 | 55-59  | 25          |       |       |       |       |          |
| 17 | 50-54  | 13          |       |       |       |       |          |
| 17 | 45-49  | 21          |       |       |       |       |          |
| 38 | 40-44  | 33          |       |       |       |       |          |
| 17 | 35-39  | 17          |       |       |       |       |          |
| 17 | 30-34  | 4           |       |       |       |       |          |
| 8 | 25-29  | 17          |       |       |       |       |          |
| 17 | 20-24  | 8           |       |       |       |       |          |
| 25 | 15-20  | 13          |       |       |       |       |          |
| 29 | 10-14  | 38          |       |       |       |       |          |
| 25 | 5-9    | 8           |       |       |       |       |          |
| 17 | 0-4    | 0           |       |       |       |       |          |

## Економіка
2010 року серед 375 осіб працездатного віку (15—64 років) 275 були активними, 100 — неактивними (показник активності 73,3%, у 1999 році було 74,3%). З 275 активних мешканців працювали 253 особи (139 чоловіків та 114 жінок), безробітними було 22 (9 чоловіків та 13 жінок). Серед 100 неактивних 39 осіб було учнями чи студентами, 24 — пенсіонерами, 37 були неактивними з інших причин.

У 2010 році в муніципалітеті числилось 198 оподаткованих домогосподарств, у яких проживали 541,0 особи, медіана доходів виносила 19 251 євро на одного особоспоживача